# Nord-Fugløya
Nord-Fugløya, Nordre Fugløy, Fugløya, Nordfugløya, (Nuorta-Vuovlá på nordsamiska) är en bergig obebodd ö i Karlsøy kommun i Troms fylke i norra Norge. Den har en yta på 21,3 kvadratkilometer.
Nord-Fugløyas högsta punkt är Fugløykallen som når 750 meter över havet. Ön utgör tillsammans med angränsande småöar ett naturreservat. Som ö-namnet antyder har Nord-Fugløya (norra fågelö) ett betydande fågelliv. Naturreservatet ger ett fågelskydd 2 kilometer ut från land. Här finns bland annat lunnefåglar, sillgrisslor, gråtrutar, havsörnar och totalt har ön 200 000–300 000 par häckande fåglar.